# Vylok
Vylok (Oekraïens: Вилок; Hongaars: Tiszaújlak) is een plaats in Oekraïne en maakt deel uit van de gemeente Vylok in de oblast Transkarpatië. De plaats telde in 2001 3.422 inwoners.
Van de bevolking is 80% (2.655 personen) etnisch Hongaars. De burgemeester van de stad is de Hongaar József Kilb van de Hongaarse partij KMKSZ.

## Geschiedenis
Vylok werd in 1304 voor het eerst schriftelijk genoemd met de naam Wylak. In 1657 werd het door de Polen, en in 1661 door de Tataren verwoest. In 1910 had de plaats, die toen deel uitmaakte van het Koninkrijk Hongarije (1867-1918) en in de Comitaat (provincie) Ung lag, 3.470 inwoners waarvan 3.411 Hongaren. Na het einde van de Eerste Wereldoorlog kwam de plaats in het nieuw ontstane Tsjecho-Slowakije te liggen; na de Tweede Wereldoorlog kwam het in de Sovjet-Unie te liggen en vanaf 1990 in onafhankelijk Oekraïne. In 1959 kreeg het de status van stedelijke vestiging.

## Ligging en klimaat
Het dorp met ongeveer 3400 inwoners (merendeels Hongaarstalig) ligt in de Transkarpatenvlakte en bevindt zich op de rechteroever van de Tisza, direct aan de Oekraïens-Hongaarse grens. De plaats ligt 17 kilometer ten zuidwesten van Vynohradiv en 21 km ten zuidoosten van Berehove (Transkarpatië), het cultureel centrum van de Hongaarse minderheid in Oekraïne. Aan de zuidkant van de plaats is een grensovergang naar Hongarije, aan de Hongaarse kant ligt Tiszabecs. Hier wordt de Tisza een grensrivier.
Het gebied wordt gedomineerd door zowel Atlantische als continentale luchtmassa's; hierdoor duurt de lente vrij kort, is de zomer vrij warm en is de herfst relatief zacht. Het klimaat is gematigd continentaal. De gemiddelde vorstvrije periode is 180 dagen. De jaarlijkse regenval is ongeveer 720 millimeter en de zon schijnt gemiddeld rond 2025 uur.

## Economie en vervoer
Vóór de privatisering waren er tien kleinere of grotere industriële bedrijven actief in Vylok (bijv. schoenenfabriek, meubelfabriek, houtbewerkingsbedrijf, broodfabriek, asfaltfabriek). De werkloosheid is tegenwoordig hoog in het dorp, vanwege de nabijheid van de staatsgrens zoeken veel mensen naar banen over de grens. De afgelopen jaren is het economische leven verbeterd, vooral op het gebied van commerciële ondernemingen, wat grotendeels te danken is aan de opening van de grensovergang naar Hongarije.
Enkele van de fabrieken (gebouwd in de Sovjet-periode) zijn nog in bedrijf, doorgaans tijdelijk. Hoewel het aantal banen toeneemt, werken veel mensen nog steeds in Hongarije. De infrastructuur voor lokaal vervoer is vrij goed, 75% van de wegen zijn geasfalteerd, terwijl de rest onverharde wegen zijn, of geplaveid met puin. Contact met het districtscentrum wordt vergemakkelijkt door taxi's en bussen.
Vylok ligt aan de spoorlijn van Batjovo naar Solotvyno, en aan de snelweg van Oezjhorod via Berehove naar Halmi in Roemenië.

## Bezienswaardigheden
- Turul-monument, opgericht in 1903
- Rooms-Katholieke kerk (1788), gewijd aan Helena, moeder van Constantijn de Grote
- Grieks-Katholieke kerk (1806, Neo-klassieke stijl)
- Protestantse kerk (1727), verbouwd in 1859

## Afbeeldingen

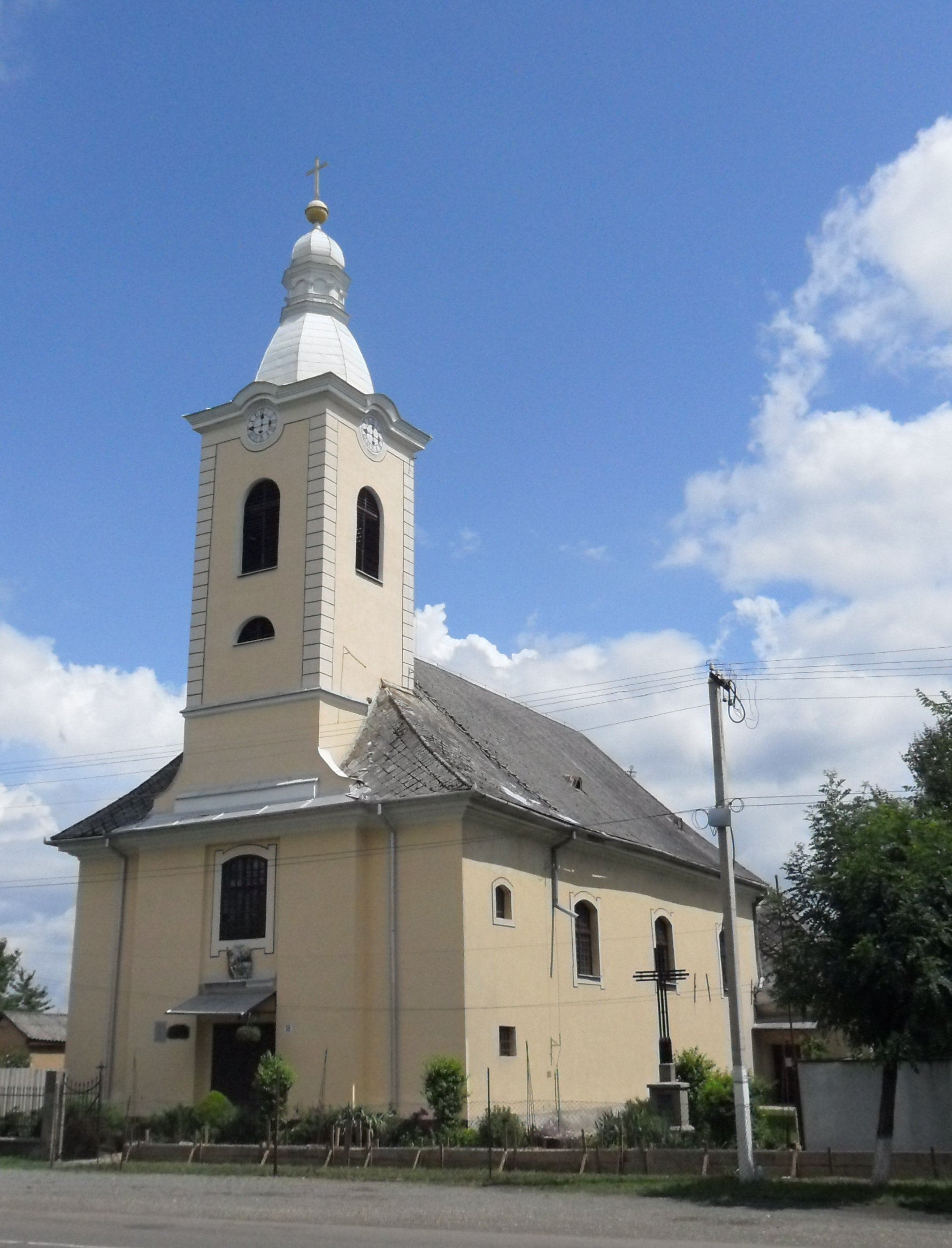
Rooms-Katholieke kerk
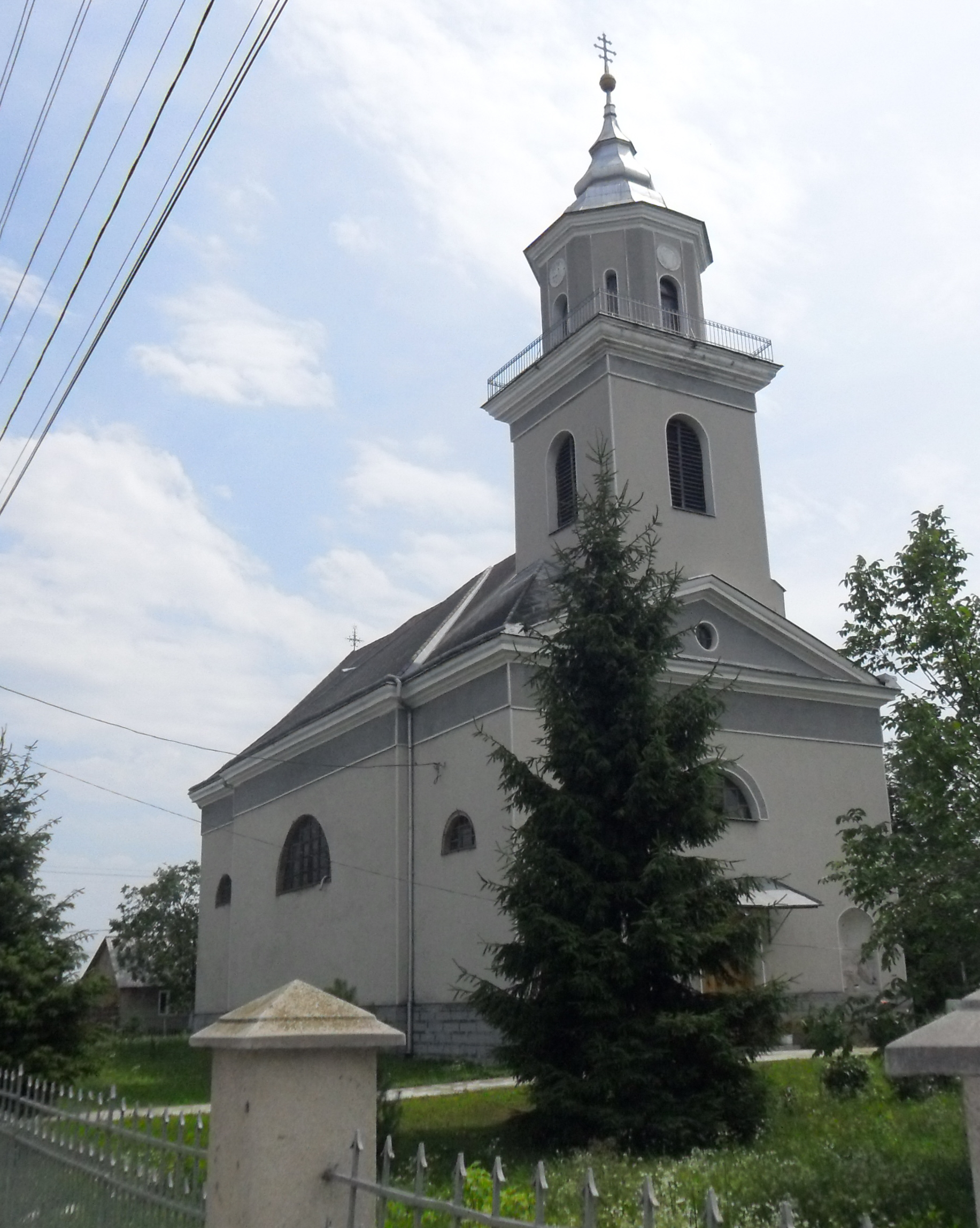
Grieks-Katholieke kerk
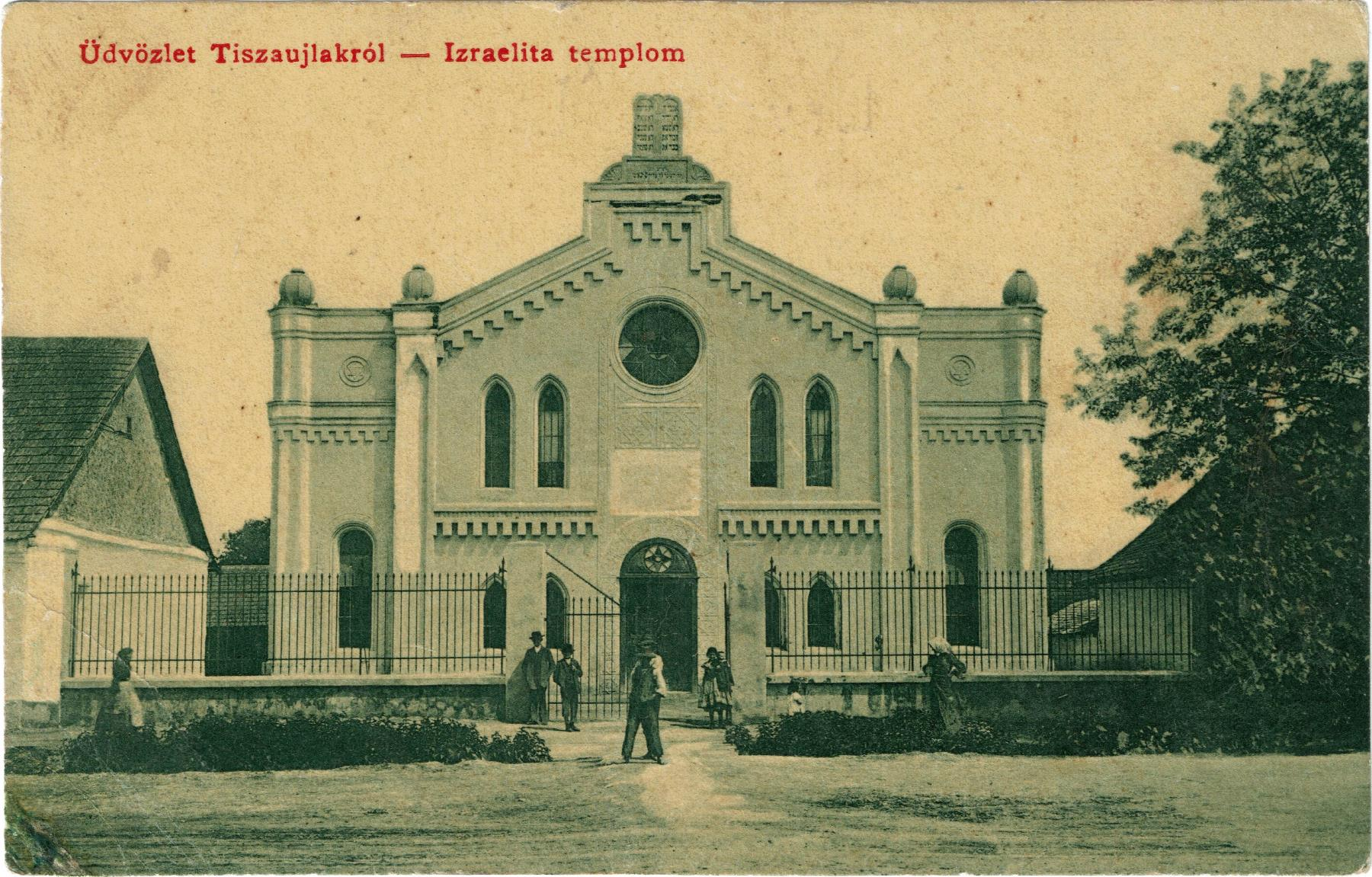
Historische foto synagoge
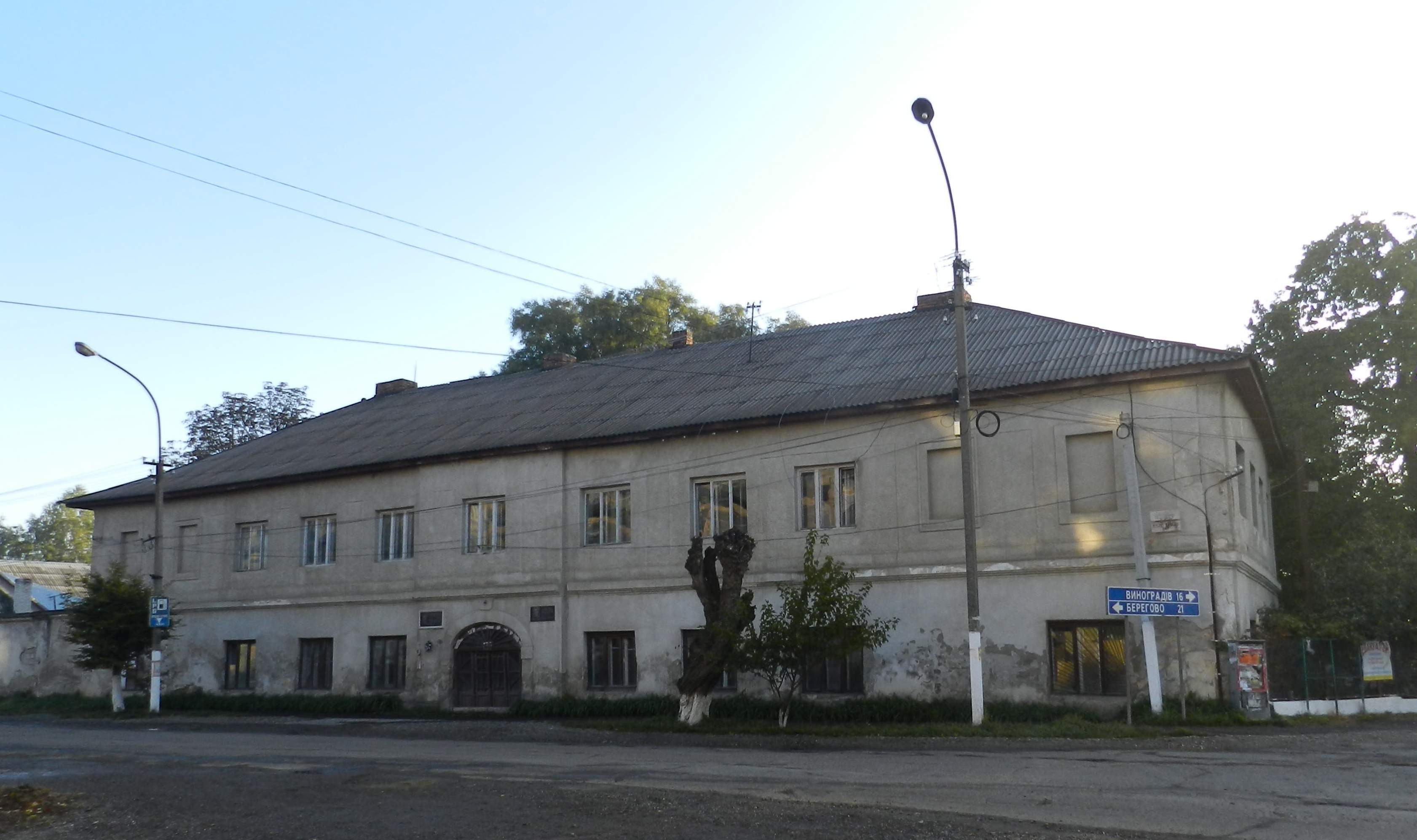
Zoutpakhuis, begin 15e eeuw. Zout werd vroeger via de Tisza vervoerd.